# Савшинський Самарій Ілліч
Самарій Ілліч Савшинський (24 червня (6 липня) 1891, Петербург — 19 жовтня 1968, Ленінград) — російський радянський музикознавець і педагог.

## Біографія
Закінчив Петроградську консерваторію, учень Леоніда Ніколаєва (згодом автор біографії свого вчителя: «Леонід Володимирович Миколаїв. Нарис життя і творчої діяльності». — Л.: Радянський композитор, 1960). Як концертуючий музикант був маловідомий, проте став видатним педагогом і методистом. Очолював середню спеціальну музичну школу при Ленінградській консерваторії, завідував кафедрою фортепіано, з 1941 р. був деканом фортепіанного факультету. Серед учнів Савшинського — Лазар Берман, Мойсей Хальфін, Олег Каравайчук, Віталій Маргуліс, Марк Тайманов та ін
Савшінському належать методичні посібники «Піаніст і його робота» (1961, перевидання 2002), «Режим та гігієна піаніста» (1963), «Робота піаніста над музичним твором» (1964, перевидання 2004), «Робота піаніста над технікою» (1968) та інші.